# Danilo (Chorwacja)
Danilo – wieś w Chorwacji, w żupanii szybenicko-knińskiej, w mieście Szybenik. W 2011 roku liczyła 376 mieszkańców.